# Раджарам (правитель маратхов)
Раджарам (1670 — 2 марта 1700) — третий правитель государства маратхов.

## Биография
Раджарам был сыном основателя маратхского государства Шиваджи от его второй жены Сойрабай. Когда в начале апреля 1680 года Шиваджи скончался, то мать провозгласила 10-летнего Раджарама новым правителем маратхов, но в итоге трон достался старшему сыну Шиваджи — Самбхаджи, а Сойрабай, Раджарам и его жена Джанкибай были брошены в темницу.
В 1689 году Самбхаджи был пойман моголами и казнён. 12 марта 1689 года Раджарам был коронован как новый повелитель маратхов. Так как в это время продолжалась война маратхов с моголами, которые осадили крепость Райгард, то Раджарам бежал в крепость Джинджи, которая стала новой столицей маратхов. Вскоре Джинджи была осаждена другой армией моголов, однако маратхи со всех сторон сильно наседали на неё, и осаждавшие часто становились осаждёнными. После восьмилетней осады крепость в январе 1698 года пала, однако Раджараму и его людям позволили бежать. Сначала Раджарам бежал в Веллуру, а оттуда — в Вишалгарх.
В 1700 году Раджарам скончался от болезни в крепости Синхагад неподалёку от Пуны. После его смерти его вдова Тарабай стала править от имени малолетнего сына Шиваджи II.